# Heinrich Alexander von Arnim

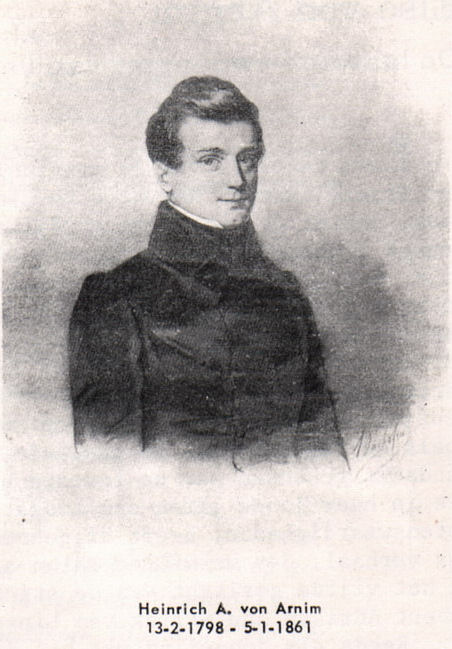
Heinrich Alexander von Arnim.

Heinrich Alexander von Arnim-Suckow, född den 13 februari 1798 i Berlin, död den 5 januari 1861 i Düsseldorf, var en preussisk friherre och statsman.
von Arnim deltog vid 16 års ålder i befrielsekriget mot Napoleon, studerade sedan ett par år i Heidelberg och gick 1820 in på den diplomatiska banan, där han under de följande åren verkade vid flera europeiska hov. År 1846–1848 var han preussiskt sändebud i Paris. Vid utbrottet av revolutionen i Preussen 1848 befann sig von Arnim i Berlin, rådde kungen till liberala reformer och en tyskt nationell politik samt ingick (den 21 mars) som utrikesminister i Arnim-Boitzenburgs kabinett, sedermera lett av Camphausen. På denna plats arbetade han för Tysklands enhet under Preussens ledning, men nödgades avgå redan i juni samma år, på grund av den revolutionära stämningen inom nationalförsamlingen. Han uppträdde sedan – dels som folkrepresentant, dels i flygskrifter – i opposition mot det reaktionära partiet och blev därför utsatt för dess förföljelser.